# Azteca bequaerti
Azteca bequaerti är en myrart som beskrevs av Wheeler och Joseph Charles Bequaert 1929. Azteca bequaerti ingår i släktet Azteca och familjen myror. Inga underarter finns listade.